# Dominique Appia
Pour les articles homonymes, voir Appia.
Dominique Appia, né à Genève le 29 juillet 1926, et mort le 8 janvier 2017, est un artiste suisse.

## Biographie et parcours artistique
Dominique Appia est né à Genève en 1926, d'un père protestant et d'une mère catholique, dans un milieu de bonne bourgeoisie. Il fait partie d'une famille où les préoccupations artistiques étaient de mise. Son grand-oncle, Adolphe Appia fut un grand théoricien de la mise en scène de théâtre à la fin du XIXe siècle. Après une enfance qu'il décrit comme difficile, il finit sa scolarité obligatoire à 12 ans. Entre 20 et 25 ans, il touche à différents domaines : de chasseur d'hôtel à chauffeur de taxi, il s'initie à la retouche photographique et à l'imprimerie puis persévère, pendant 15 ans, comme dessinateur dans un bureau d'architecte ou il est confronté aux dessins de précision et au respect des proportions. Il commence son parcours artistique à 40 ans en véritable autodidacte. Ses thèmes de prédilection sont très variés : les villes, les toits de Genève, la rade, le Salève, la cathédrale Saint-Pierre de Genève, le Jet d'eau de Genève ainsi que les trains, les gares, les cheminées, les instruments de musique pour n'en citer que quelques-uns. Ses œuvres sont le plus souvent peintes à l'acrylique et très structurées. Elles suggèrent des mondes oniriques, insolites et étranges. Elles font parfois référence à l'histoire de l'art : la Renaissance et le surréalisme. Dominique Appia est l'auteur de nombreuses décorations murales dans des bâtiments publics ou privés et, en particulier, le plafond du Victoria Hall à Genève. Il réalise aussi plusieurs affiches, notamment en 1979, pour l'exposition itinérante Le temps des gares qui lui vaudra le Grand prix de l'affiche française. Il s’implique, comme illustrateur, pour promouvoir des causes humanitaires, culturelles ou écologistes. Il crée, entre autres, une affiche pour une association française de protection de l'environnement, qui représente l'arche de Noé sous la forme d'un navire sans mâts ni voiles remplis d'une végétation exubérante et, en 1985, l'affiche de l'exposition Le visage multiplié du monde : quatre siècles d'ethnographie à Genève pour le Musée d'ethnographie de Genève. En 1982, il prend part au débat démocratique genevois, en réalisant une affiche à l'occasion de la votation sur le projet de destruction de la Promenade de l'Observatoire à Genève.
« Les titres de ses œuvres témoignent de son sens de l'humour. Les trains sont mis en bouteille, la mer rentre dans le salon, les portes s'ouvrent sur des espaces étranges, les tableaux montrent des mondes variés, les objets ont une vie qui échappe à leur réalité, au poids, à la gravitation. Les saisons, le jour, la nuit se complètent et se mélangent. »
— Dominique Dérobert, Artistes à Genève : De 1400 à nos jours / sous la dir. de Karine Tissot, Genève : L'APAGe : Notari, 2010,  (ISBN 9782940408153)

## Distinctions
- 1970 : Prix Calame (paysage), Genève
- 1970 : Prix Harvey (portrait), Genève
- 1972 : Prix Calame (paysage), Genève
- 1974 : Prix Harvey (portrait), Genève
- 1979 : Grand Prix de l'affiche française

## Réalisations

### Sélection de dessins et peintures
| Année | Titre de l'œuvre                | Technique               | Dimension    |
| ----- | ------------------------------- | ----------------------- | ------------ |
| 1966  | Le palais                       | gouache sur carton      | 98 X 68 cm   |
| 1967  | Maturité                        | gouache                 | 34 X 24 cm   |
| 1967  | Au jardin botanique             | stylo feutre            | 21 X 30 cm   |
| 1968  | Entre la lumière et l'ombre     | acryl sur toile         | 116 X 89 cm  |
| 1970  | La visite                       | litho sur plaque offset | 51 X 38 cm   |
| 1971  | autoportrait                    | acryl                   | 116 X 89 cm  |
| 1971  | Où va le temps qui passe ?      | acryl sur toile         | 81 X 116 cm  |
| 1971  | Le grand voyage                 | acryl sur toile         | 116 X 81 cm  |
| 1971  | Le songe retrouvé               | gouache                 | 34 X 24 cm   |
| 1974  | Le silence                      | gouache                 | 30 X 40 cm   |
| 1974  | Berthe vue à vol d'oiseau       | litho sur plaque offset | 41 X 58 cm   |
| 1975  | Le génie de la liberté I        | crayon                  | 70 X 50 cm   |
| 1975  | Le génie de la liberté II       | crayon                  | 35 X 50 cm   |
| 1975  | Le génie de la liberté III      | crayon                  | 50 X 50 cm   |
| 1975  | Le génie de la liberté IV       | crayon                  | 35 X 50 cm   |
| 1976  | Oui, montagneuse est ma passion | encre de Chine          | 20 X 30 cm   |
| 1976  | 13 bis rue des Canettes         | gouache sur carton      |              |
| 1976  | Désidérata                      | acryl sur toile         | 61 X 50 cm   |
| 1976  | On a la chance que l'on mérite  | litho sur plaque offset | 41 X 58 cm   |
| 1978  | Architecture de la Renaissance  | acryl sur toile         | 200 X 240 cm |
| 1978  | Crystal Palace                  | acryl sur toile         | 125 X 85 cm  |
| 1978  | Le temps des gares              | acryl sur toile         |              |
| 1979  | Les pages du dictionnaire       | acryl sur toile         | 73 X 116 cm  |
| 1979  | Au pied du mur                  | photomontage            |              |
| 1980  | En Provence                     | crayon                  | 30 X 42 cm   |
| 1984  | La Place du cirque              | acryl sur toile         | 50 X 61 cm   |

### Décors
- 1947 : "La maison à deux portes" de Pedro Calderón de la Barca, Grand Théâtre de Genève
- 1950 : "Le maître de musique" de Giovanni Battista Pergolesi, Théâtre de la Cour St-Pierre
- 1976 : Revue du Casino-Théâtre, Genève
- 1977 : Revue du Casino-Théâtre, Genève
- 1979 : "Die Sozial-Aristokraten" Arno Holz, Schlosspark Theater, Berlin
- 1983 : "Rhinocéros (Ionesco)", Théâtre de Poche, Genève
- 1983 : "Shéhérazade (Rimski-Korsakov)", chorégraphie de Oscar Araiz, Grand Théâtre de Genève

### Décorations murales
- 1981 : Hot-Dog Palace, Genève
- 1982 : Hôtel Métropole, Genève
- 1984 : Villa à Cologny, Genève
- 1987 : Plafond du Victoria Hall, Genève
- 1994 : Rolex, Genève, Phases de la Lune", du "Pendule de Foucault", de l'"Ecliptique", des "Plaisirs de la table", et de l'"Avenir de la tradition"

### Intégration à l'architecture
- 1989 : Fondation Jura-Latour, Meyrin, Genève, fenêtres en trompe-l'œil
- 1994 : Rolex, Genève, bassin en mosaïque, 3 sculptures-fontaines en granit
- 1995 : Mosaïque murale avec anamorphose
- 1998 : Rolex, Genève, labyrinthe en dalles de granit

## Expositions

### Expositions personnelles
- 1971 : Galerie Aurora, Genève
- 1973 : Galerie Aurora, Genève
- 1974 : Galerie du Port, Rolle
- 1977 : Galerie Bernard Letu, Genève
- 1981 : New York, Swiss Center Gallery
- 1998 : Galerie AREA, Paris
- 2006 : Le Manoir, Cologny

### Expositions collectives
- 1968 : Galerie Aurora, Genève
- 1972 : Galerie Aurora, Genève
- 1977 : "Portraits", Exposition collective d'autoportraits, Genève, Musée Rath[5].
- 1978 : "Le Temps des gares", Paris, Centre national d'art et de culture Georges Pompidou.
- 1979 : "Maisons de bois", Paris, Centre national d'art et de culture Georges Pompidou[6].
- 1979 : "Exposition collectives des peintres genevois", Genève, Musée Rath[7].
- 1988 : "Châteaux Bordeaux", Paris, Centre national d'art et de culture Georges Pompidou[8]
- 2004 : FIAC, Foire internationale d'Art contemporain, Paris
- 2014 : "Smoking up ambition", Genève, Pavillon Sicli : du 27 août au 7 septembre 2014

## Collections publiques
- Fonds d'art contemporain de la Ville de Genève (FMAC), 2 pièces
- Commune de Cologny, 1 pièce

## Cinéma
- 2015 : Appia, mémoires d'une œuvre de Nasser Bakhti. Long-métrage documentaire 98 min.
- 1982 : Dominique Appia [Enregistrement vidéo] : des rêves pour Genève / réal. Liliane Roskopf et Constantin Fernandez, Genève : Radio Télévision Suisse Romande [prod.]